# Втомлене сонце
«Втомлене сонце» («Утомлённое солнце», «봄에서 여름으로»; інша назва: «З весни до літа») — радянсько-північнокорейський художній фільм 1988 року, знятий режисерами Микитою Орловим і Пак Сан Боком на кіностудії «Мосфільм» та Корейській студії художніх фільмів.

## Сюжет
1945 рік. У занедбаній шахті біля Кореї, окупованої японськими військами, проводяться випробування бактеріологічної зброї. Радянські розвідники, серед яких юна радистка Маша (вона ж і медсестра), проникають у шахту. Прототипом героїні фільму Маші Цуканової, сибірячки, була реальна дівчина, санінструкторка Марія Цуканова, якій надано звання Героя Радянського Союзу 14 вересня 1945 (посмертно). Двічі поранена, вона в непритомному стані потрапила в полон до японців, які її жорстоко замордували (порізали ножами й викололи очі). Пам'ятник Цукановій, показаний на початку фільму, встановлено у Владивостоці. Її ім'ям названо вулиці в Омську, Іркутську, Барнаулі, Красноярську, одне з сіл, бухту в Японському морі, річку в Приморському краї, сопку в Кореї.

## У ролях
- Олена Дробишева — Маша Цуканова
- Чхоль Кім — головна роль
- Юрій Кузнецов — капітан Кондаков
- Олексій Булдаков — Олексій Тищенко
- Со Ген Соб — роль другого плану
- Кім Ен Гін — роль другого плану
- Кім Юн Хон — роль другого плану
- Тину Міківер — англійський лікар-військовополонений
- Хван Мін — роль другого плану
- Лі Гван Хо — роль другого плану
- Олександр Агафонов — епізод
- А. Алексєєв — епізод
- У. Акимкіна — епізод
- Анатолій Бугреєв — епізод
- А. Герцева — епізод
- Є. Гуськов — епізод
- Олександр Дударєв — епізод
- Олександр Запорожець — епізод
- Олександр Колобов — капітан підводного човна
- Євген Кулєшов — епізод
- Андрій Ліпілін — епізод
- Юрій Мартинов — капітан 1-го рангу
- О. Хоменко — епізод
- Василь Шликов — епізод

## Знімальна група
- Режисери — Микита Орлов, Пак Сан Бок
- Сценаристи — Ігор Болшев, Віктор Смирнов, Лі Чжин У
- Оператори — Борис Кочеров, Квак Чхоль Сан
- Композитори — Євген Птичкін, Чон Чхан Ір
- Художники — Леонід Свинцицький, Чве До Ір